# 大学生協
大学生協（だいがくせいきょう）とは、職域による消費生活協同組合（生活協同組合）の一種で、主に学校（大学（短期大学を含む）、高等専門学校、専修学校（専門学校）、他に一部の大学共同利用機関と学術研究を担う独立行政法人や省庁大学校も）の学生・生徒（専門学校）や教職員を組合員とするものである。また、北海道など周辺に店舗の少ない地域などでは、大学周辺の住民を組合員とできると定款で規定する大学生協もある。多くは、全国大学生活協同組合連合会に加盟する。大学生協連加盟生協では愛称として「ユニブコープ」(univ.coop) が用いられている。
歴史的には、1898年（明治31年）同志社の教員であった安部磯雄らにより教職員及び学生の共同購買組織として結成された学生消費組合が最初であるが、1年ほどで解散、1921年に同志社購買組合として復活する（同志社生活協同組合参照）。他の各大学に生協が設立されたのは、戦後に入ってからである。

## 運営
通常の生協と同じように、組合員（大学生協ならば、学部生、院生、留学生、大学教職員、法人職員、生協職員）の出資により運営される。出資金は入学時など加入の際に納入し、卒業時など脱退の際に返還される。剰余金が発生した場合の組合員への還元等は、他の生協と同様である。
運営は、組合員から委託された生協の職員が各店舗で行い、運営に関する決定権は組合員にある。組合員の意見から方針が立案され、理事や監査の選出と合わせて、年度毎に開かれる「総会」もしくは「総代会」により決定される。理事は学生、大学教職員、生協職員で構成されることが多い。
単位生協での存続は厳しいため、多くの生協は事業連合に加盟している。事業連合は、商品企画・共同仕入、物流業務、経理決算業務、広告広報物作成、生協職員研修等の業務を「業務委託契約」にもとづき実施している。
事業連合は、各大学生協の共同出資と役員派遣により成立しており、独自の事務局を置く例が多い。しかし、北海道事業連合のように、総務・経理等の事務機能を単位生協（北海道大学生活協同組合）と事実上統合した例もある。
2018年11月1日、中国・四国事業連合を除く、北海道、東北、東京、東海、関西北陸、九州の6事業連合が東京事業連合を存続法人として合併し、生活協同組合連合会大学生協事業連合となった。このため中国・四国事業連合以外の地域では、共通の商品仕入れを行えるようになった。
また、旅行業務や共済業務など、全国連合会である全国大学生協連・全国大学生協共済連が取り扱っている商品・サービスもある。
各生協の経営は独立している。しかし、各単位生協間での人事交流（専務理事就任含みの職員の異動も含む）がある。（著名例は「生協の白石さん」こと白石昌則は、著書内で活躍していた東京農工大学生協から異動している。）

## 設置状況
現在、多くの国公立大学や私立大学に設立されている。
組合員による自発的な組織とされているため、学生数の多い大学や、自治活動の盛んな大学、購買以外の総合的な営業が望まれている大学に、学生や教職員の要望を基に設立されることが多い。国立大学では教職員・教授会の発言力が強く、私立大学のように理事会が無いため、大学生協の設置は順調に進んだ。しかし、自発的な組織であるが故に、私立大学を中心に、すでに自治組織が存在する場合や経営が厳しい大学では、学生や教職員の要望があっても生協の設立が大学当局により認められない場合も多い（大学当局が許可をしないと大学施設借用が困難なため。）。
最近は、生協や購買部の代わりにコンビニエンスストアを設置する大学も多い。

### 全国大学生協連非加盟の大学生協
以下は、全国大学生活協同組合連合会（全国大学生協連）に加盟しない生協（消費生活協同組合法に基づく）が設置されている大学の一例である。
- 中央大学、関西大学：それぞれ中央大学生活協同組合・関西大学生活協同組合という生活協同組合はあるが、全国大学生協連には加盟していない。ただし、中央大学生活協同組合は東京都生活協同組合連合会に、関西大学生活協同組合は大阪府生活協同組合連合会に加盟している。これらの地域連合会は大学生協連と同じく、日本生活協同組合連合会の会員組織である（両生協はまた、この全国生協連の会員生協でもある）。
- 豊田工業大学：大学の運営母体であるトヨタ自動車のトヨタ生協が購買店舗「天樹」を運営している[3]。
- 國學院大學（國學院大學生活協同組合）、中央大学（中央大学生活協同組合）などは、私立の17大学1専門学校で組織する「私立学校厚生事業連絡会」に加盟している。
- 神奈川大学、昭和大学：この2つの大学生協は全国大学生協連には加盟しているが、大学生協事業連合には加盟していないため購買、食堂は独自に運営している。

### 大学以外の施設の大学生協
一方、以下の施設は大学ではないが、全国大学生協連に加盟する大学生協を置く。
- 高等専門学校
  - 東京工業高等専門学校
  - 富山高等専門学校
  - 石川工業高等専門学校
  - 奈良工業高等専門学校
  - 神戸市立工業高等専門学校

- 専修学校
  - 太田情報商科専門学校　※太田情報・医療・自動車専門学校生活協同組合
  - 太田医療技術専門学校　※太田情報・医療・自動車専門学校生活協同組合
  - 太田自動車大学校　※太田情報・医療・自動車専門学校生活協同組合

- 研究施設
  - 国立研究開発法人宇宙航空研究開発機構 宇宙科学研究所
  - 大学共同利用機関法人自然科学研究機構 岡崎共通研究施設（自然科学研究機構岡崎生協）
  - 大学共同利用機関法人自然科学研究機構 国立天文台（東京大学消費生活協同組合天文台支部）

- 省庁大学校
  - 水産大学校

### インターカレッジコープ
生協が組織されていない学校に通学・通勤する者のうち、特定の都府県内に学校があるか、または居住する者を対象とした地域型の大学生協「インターカレッジコープ」も組織されている。
- みやぎインターカレッジコープ
- 東京インターカレッジコープ
- 生活協同組合インターカレッジコープ愛知
- 大阪インターカレッジコープ
- 福岡インターカレッジコープ(2023年5月解散)
- 熊本インターカレッジコープ アカデミア

## 特徴
独占禁止法第23条第5項の適用除外（いわゆる「除外の除外」）規定により再販売価格維持契約を遵守する義務を負わないため、各生協の経営判断により、書籍・雑誌・CDなどを市販価格（定価）の1割引程度の価格で組合員に対して提供している所が多い。文房具なども市価より安く提供している所が多い。ただし、民間などによる運営でも、生協と同じく商品の値引きを行う場合がある。